# Попрусевци
Попрусевци (болг. Попрусевци) — село в Болгарии. Находится в Великотырновской области, входит в общину Елена. Население составляет 12 человек (2022).

## Политическая ситуация
В местном кметстве Беброво, в состав которого входит Попрусевци, должность кмета (старосты) исполняет Николай Емилов Колев (Граждане за европейское развитие Болгарии (ГЕРБ)) по результатам выборов правления кметства.
Кмет (мэр) общины Елена — Сашо Петков Топалов (Болгарская социалистическая партия (БСП)) по результатам выборов в правление общины.